# Hugh FitzRoy, XI duca di Grafton
Hugh Denis Charles FitzRoy, XI duca di Grafton (Città del Capo, 3 aprile 1919 – Euston, 7 aprile 2011), è stato un duca e pari d'inghilterra, membro della Camera dei lord dall'11 novembre 1970 all'11 novembre 1999.

## Biografia

### Giovinezza ed educazione
Figlio di Charles FitzRoy, X duca di Grafton e di Lady Doreen Maria Josephina Buxton, figlia del generale Sydney Buxton, I conte Buxton, nacque a Città del Capo in Sud Africa nel 1919. Hugh discendeva da un'antica famiglia dell'alta nobiltà britannica, discendente da Henry FitzRoy, I duca di Grafton, e figlio illegittimo del Re Carlo II d'Inghilterra.
Dopo gli studi a Eton e al Magdalene College di Cambridge, entrò nell'esercito inquadrato nelle Grenadier Guards e servì per tre anni a partire dal 1943 come aiutante di campo del Viceré d'India, il Generale Archibald Wavell.

### Carriera
Tornato in patria, iniziò ad occuparsi della protezione e conservazione degli edifici storici della Gran Bretagna, divenendo negli anni seguenti presidente di numerose istituzioni attive nel campo, tra cui la Society for the Protection of Ancient Buildings, il National Churches Trust e il Sir John Soane's Museum. 
Fu membro dell'Historic Buildings Council fin dalla sua fondazione, avvenuta nel 1953 e dal 1970 succedette al padre tutti e due al titolo e nel ruolo di amministratore del National Trust nelle contee di Kent e Sussex, a cui si aggiunse successivamente l'East Anglia. 

### Ultimi anni e morte
Fu anche vice presidente della National Gallery. Elevato a Cavaliere dell'Ordine della Giarrettiera nel 1976, visse per tutta la vita a Euston Hall, nei pressi di Thetford, dove è morto il 7 aprile 2011 all'età di 92 anni. Il rango di duca è passato al primo nipote Henry, figlio del defunto figlio maggiore James.

## Discendenza
Il duca Hugh e la moglie ebbero cinque figli:
- James Oliver Charles (1947-2009), sposò Amabel Kerr, figlia del XII marchese di Lothian;
- Henrietta Fortune Doreen (1949-), sposò Edward St.George;
- Virginia Mary Elizabeth (1954-), sposò Ralph Kerr, figlio del XII marchese di Lothian;
- Charles Patrick Hugh (1957-);
- Olivia (1963-), sposò Guy Monson.

## Ascendenza
|                                    |                |                                         | Genitori                              |  |  | Nonni |  |  | Bisnonni                              |  |  | Trisnonni                        |  |
|                                    |                |                                         |                                       |  |  |       |  |  | Augustus FitzRoy, VII duca di Grafton |  |  | Henry FitzRoy, V duca di Grafton |  |
|                                    |                |                                         |                                       |  |  |       |  |  | Augustus FitzRoy, VII duca di Grafton |  |  | Henry FitzRoy, V duca di Grafton |  |
|                                    |                | Mary Caroline Berkeley                  |                                       |  |  |       |  |  | Augustus FitzRoy, VII duca di Grafton |  |  |                                  |  |
| Lord Charles Edward FitzRoy        |                |                                         |                                       |  |  |       |  |  | Augustus FitzRoy, VII duca di Grafton |  |  |                                  |  |
|                                    |                | Anna Balfour                            | James Balfour                         |  |  |       |  |  |                                       |  |  |                                  |  |
|                                    |                | Anna Balfour                            | James Balfour                         |  |  |       |  |  |                                       |  |  |                                  |  |
|                                    |                | Anna Balfour                            | Lady Eleanor Maitland                 |  |  |       |  |  |                                       |  |  |                                  |  |
| Charles FitzRoy, X duca di Grafton |                | Anna Balfour                            |                                       |  |  |       |  |  |                                       |  |  |                                  |  |
|                                    |                | Charles FitzRoy, III barone Southampton | George FitzRoy, II barone Southampton |  |  |       |  |  |                                       |  |  |                                  |  |
|                                    |                | Charles FitzRoy, III barone Southampton | George FitzRoy, II barone Southampton |  |  |       |  |  |                                       |  |  |                                  |  |
|                                    |                | Charles FitzRoy, III barone Southampton | Frances Isabella Seymour              |  |  |       |  |  |                                       |  |  |                                  |  |
| Ismay FitzRoy                      |                | Charles FitzRoy, III barone Southampton |                                       |  |  |       |  |  |                                       |  |  |                                  |  |
|                                    |                | Ismania Nugent                          | Walter Nugent, I barone Nugent        |  |  |       |  |  |                                       |  |  |                                  |  |
|                                    |                | Ismania Nugent                          | Walter Nugent, I barone Nugent        |  |  |       |  |  |                                       |  |  |                                  |  |
|                                    |                | Ismania Nugent                          | Georgiana Elizabeth Jenkinson         |  |  |       |  |  |                                       |  |  |                                  |  |
| Hugh FitzRoy, XI duca di Grafton   |                | Ismania Nugent                          |                                       |  |  |       |  |  |                                       |  |  |                                  |  |
|                                    | Charles Buxton | Sir Thomas Fowell Buxton, I baronetto   |                                       |  |  |       |  |  |                                       |  |  |                                  |  |
|                                    | Charles Buxton | Sir Thomas Fowell Buxton, I baronetto   |                                       |  |  |       |  |  |                                       |  |  |                                  |  |
|                                    | Charles Buxton | Hannah Gurney                           |                                       |  |  |       |  |  |                                       |  |  |                                  |  |
| Sydney Buxton, I conte Buxton      | Charles Buxton |                                         |                                       |  |  |       |  |  |                                       |  |  |                                  |  |
|                                    |                | Emily Mary Holland                      | Sir Henry Holland, I baronetto        |  |  |       |  |  |                                       |  |  |                                  |  |
|                                    |                | Emily Mary Holland                      | Sir Henry Holland, I baronetto        |  |  |       |  |  |                                       |  |  |                                  |  |
|                                    |                | Emily Mary Holland                      | Margaret Emma Caldwell                |  |  |       |  |  |                                       |  |  |                                  |  |
| Lady Doreen Buxton                 |                | Emily Mary Holland                      |                                       |  |  |       |  |  |                                       |  |  |                                  |  |
|                                    |                | Hugh Colin Smith                        | John Abel Smith                       |  |  |       |  |  |                                       |  |  |                                  |  |
|                                    |                | Hugh Colin Smith                        | John Abel Smith                       |  |  |       |  |  |                                       |  |  |                                  |  |
|                                    |                | Hugh Colin Smith                        | Anne Jervoise                         |  |  |       |  |  |                                       |  |  |                                  |  |
| Mildred Anne Smith                 |                | Hugh Colin Smith                        |                                       |  |  |       |  |  |                                       |  |  |                                  |  |
|                                    |                | Constance Maria Josepha Adeane          | Henry John Adeane                     |  |  |       |  |  |                                       |  |  |                                  |  |
|                                    |                | Constance Maria Josepha Adeane          | Henry John Adeane                     |  |  |       |  |  |                                       |  |  |                                  |  |
|                                    |                | Constance Maria Josepha Adeane          | Matilda Abigail Stanley               |  |  |       |  |  |                                       |  |  |                                  |  |
|                                    |                | Constance Maria Josepha Adeane          |                                       |  |  |       |  |  |                                       |  |  |                                  |  |